# Майами Долфинс
«Майа́ми До́лфинс» (англ. Miami Dolphins) — профессиональный футбольный клуб, базирующийся в Майами, Флорида. Команда была основана в 1966 году во время расширения Американской футбольной лиги (АФЛ). После слияния АФЛ и Национальной футбольной лиги (НФЛ) в 1970 году, выступает в Восточном дивизионе Американской футбольной конференции. 
Наиболее успешный период в истории клуб провёл в начале 1970-х годов, когда «Долфинс» три раза подряд играли в Супербоуле, одержав победы в сезонах 1972 и 1973 годов.

## История

### Основание клуба
В 1965 году руководство Американской футбольной лиги, пытавшееся конкурировать с НФЛ, объявило о будущем увеличении числа команд. В марте комиссар лиги Джо Фосс провёл встречу с юристом из Миннесоты Джозефом Робби и предложил ему подать заявку на приобретение франшизы. В мае мэр Майами Роберт Кинг Хай подтвердил, что новая команда сможет использовать городской стадион «Майами Оранж Боул». 16 августа Робби и актёр Дэнни Томас приобрели франшизу за 7,5 млн долларов. В городе был проведён конкурс, по итогам которого, из почти 19 тысяч вариантов, выбрали название «Долфинс».

### Выступление в АФЛ
В январе 1966 года первым главным тренером клуба был назначен Джордж Уилсон, в 1957 году выигрывавший чемпионат НФЛ с «Детройтом». Тренировочный лагерь клуба был открыт 5 июля в пригороде Сент-Питерсберга. Участие в нём приняло восемьдесят три игрока. Первый матч в истории «Долфинс» состоялся 2 сентября 1966 года и завершился поражением со счётом 14:23 от «Окленд Рэйдерс». На возврате начального удара раннинбек Джо Ауэр занёс 95-ярдовый тачдаун, ставший первым в истории команды. В октябре Долфинс впервые выиграли матч. Сезон 1966 года команда завершила с тремя победами при одиннадцати поражениях, заняв последнее место в дивизионе.
Летом 1966 года АФЛ и НФЛ подписали соглашение о слиянии, согласно которому со следующего сезона обе лиги проводили общий драфт, а их победители встречались между собой в финальной игре сезона, получившей название Супербоула. На первом объединённом драфте «Долфинс» под общим четвёртым номером выбрали квотербека Боба Гриси. Он стал лидером нападения клуба и выступал за него до 1980 года, два раза выиграв Супербоул. Команда завершила чемпионат с четырьмя победами при десяти поражениях и заняла третье место в дивизионе. Четыре игрока «Майами» получили приглашение на Матч всех звёзд — Гриси, принимающий Джек Клэнси, ди-бек Дик Уэстморленд и лайнбекер Джон Брамлетт. По ходу сезона Томас продал свою долю в клубе Джо Робби.
На драфте 1968 года клубом был выбран фуллбек Ларри Зонка, ставший ещё одной важной частью состава команды, трижды подряд игравшей в Супербоуле. С 1971 по 1973 год Зонка набирал не менее 1 000 ярдов на выносе за сезон. В домашней предсезонной игре «Долфинс» против «Балтимор Колтс» был установлен рекорд посещаемости АФЛ — на стадион «Оранж Боул» пришло 68 125 зрителей. В регулярном чемпионате команда выиграла пять матчей, проиграла восемь и сыграла вничью с «Баффало Биллс», снова став третьей в дивизионе.
10 мая 1969 года руководство НФЛ объявило схему проведения чемпионата после завершения слияния. «Долфинс» были включены в Восточный дивизион Американской футбольной конференции вместе с «Биллс», «Бостон Пэтриотс», «Нью-Йорк Джетс» и «Колтс». Через неделю Робби стал главным собственником клуба, выкупив долю прав, принадлежавшую Баду Келанду. Перед стартом сезона состав «Майами» пополнили лайнбекер Ник Буониконти и линейный нападения Ларри Литтл, ставшие звёздами клуба. Несмотря на усиление, чемпионат снова завершился неудачей. Команда одержала три победы, один раз сыграла вничью и потерпела десять поражений. После четвёртого подряд проигрышного сезона, Джордж Уилсон был уволен с должности главного тренера клуба.

### Национальная футбольная лига

#### Эра Дона Шулы
В январе 1970 года «Долфинс» обменяли право третьего выбора на драфте в «Кливленд Браунс», получив взамен принимающего Пола Уорфилда, одного из лучших игроков на этой позиции. Месяцем позже на должность главного тренера был назначен Дон Шула, до этого в течение семи лет занимавшего аналогичный пост в «Балтиморе» и дважды выводивший команду в финал. Переговоры о контракте завершились после матча за Супербоул 11 января, когда объединение лиг было официально завершено. Это обстоятельство позволило «Колтс» опротестовать подписание соглашения между Шулой и Майами. В апреле комиссар лиги Пит Розелл объявил, что в качестве компенсации «Балтимор» получит от «Долфинс» право выбора в первом раунде драфта 1971 года.
Под руководством Шулы «Долфинс» одержали десять побед, потерпев четыре поражения. Команда выиграла последние шесть игр регулярного чемпионата, заняв второе место в дивизионе, и впервые вышла в плей-офф. Соперником «Майами» в раунде уайлд-кард стал «Окленд». Игра состоялась 27 декабря на стадионе «Окленд Колизеум» и завершилась победой «Рэйдерс» со счётом 21:14. 
Перед стартом следующего сезона защитную линию команды усилил Боб Мэтисон из «Браунс». «Долфинс» успешно провели регулярный чемпионат, впервые в истории выиграв дивизион. Выносное нападение клуба стало лучшим в НФЛ. Ларри Зонка стал первым игроком в клубной истории, набравшим тысячу ярдов на выносе. Два других бегущих команды, Джим Кик и Меркьюри Моррис, в сумме набрали 1 053 ярдов. Третьей по силе в лиге стала оборона «Майами», известная как «Безымянная защита» (англ. No Name Defense). Прозвище закрепилось в прессе после того как главный тренер «Далласа» Том Лэндри не смог вспомнить ни одного игрока защиты «Майами».
В первом раунде плей-офф «Долфинс» в гостях играли против «Канзас-Сити Чифс». Игра завершилась победой «Майами» со счётом 27:24 во втором овертайме и стала самой длинной в истории НФЛ — 1 час 22 минуты 42 секунды чистого времени. В финале конференции «Долфинс» на своём поле обыграли «Балтимор Колтс» со счётом 21:0, впервые в истории франшизы получив возможность сыграть в Супербоуле. Финал сезона состоялся на стадионе «Тулейн» в Новом Орлеане, победу одержал «Даллас» со счётом 24:3. Единственные очки «Майами» принёс филд-гол Гаро Епремяна во второй четверти. 

##### Совершенный сезон
В сезоне 1972 года «Долфинс» выиграли все четырнадцать игр регулярного чемпионата, несмотря на травму Боба Гриси, полученную им на пятой игровой неделе. Команда доминировала на протяжении всего сезона, выигрывая со средней разницей очков равной 15,2. Только в трёх играх разница в счёте была менее десяти очков: против «Миннесоты» (16:14), «Баффало» (24:23) и «Джетс» (28:24). Выносное нападение Майами второй год подряд стало лучшим в лиге. Ларри Зонка набрал 1 117 ярдов, Моррис — 1 000 ярдов. Лучшей в НФЛ стала и защита, позволившая соперникам набрать всего 171 очко.
В первом раунде плей-офф команда на своём поле выиграла у «Кливленда» со счётом 20:14. В финале конференции «Долфинс» играли против «Питтсбурга». После первой половины игры счёт был 7:7. Чтобы переломить ход матча, Шула заменил квотербека Эрла Моррала на Гриси, который впервые появился на поле после своей травмы. Во второй половине матча Джим Кик занёс два тачдауна, обеспечив команде решающее преимущество. Игра завершилась победой «Майами» со счётом 21:17.
В Супербоуле «Долфинс» встречались с «Вашингтоном». Фаворитом перед матчем считались «Редскинс». Обе команды располагали мощным нападением, но игра получилась нерезультативной. В первой четверти Говард Туилли после паса от Гриси занёс 28-ярдовый тачдаун, открыв счёт в матче. Во второй четверти Кик занёс тачдаун на один ярд, удвоив преимущество. Защита «Майами» во главе с Ником Буониконти сдержала ключевого игрока нападения «Вашингтона» раннинбека Ларри Брауна. Свой единственный тачдаун «Редскинс» занесли за две минуты до конца четвёртой четверти, когда корнербек Майк Басс подобрал мяч, потерянный Епремяном, и пронёс его на 49 ярдов. В концовке «Вашингтон» получил шанс провести атаку, но три попытки завершились потерей ярдов, а на четвёртой защита «Долфинс» сделала сэк. Самым ценным игроком матча был признан сэйфти Джейк Скотт, сделавший два перехвата.
«Долфинс» провели идеальный сезон, выиграв все семнадцать игр. Такого результата не добивалась ни одна команда НФЛ. Ближе всех к этому достижению были «Чикаго Беарс» в 1934 и 1942 годах (оба раза команда проиграла финальный матч) и «Нью-Ингленд Пэтриотс» в 2007 году (проиграли Супербоул XLII).

##### Второй титул
На второй игровой неделе сезоне 1973 года «Майами» проиграли «Окленду», прервав серию из восемнадцати побед подряд. Это поражение стало для них одним из двух в чемпионате. Защита команды позволила соперникам набрать всего 150 очков и снова стала лучшей в лиге. Сэйфти Дик Андерсон получил награду Лучшему оборонительному игроку по версии Associated Press. Лидер атаки Ларри Зонка в третий раз подряд набрал более 1 000 ярдов. «Долфинс» выиграли дивизион и в первом раунде плей-офф уверенно обыграли «Цинциннати Бенгалс», набрав в нападении 400 ярдов. В финале конференции «Майами» взяли реванш у «Окленда», победив со счётом 27:14 за счёт превосходства в выносном нападении. Зонка в этой игре набрал 117 ярдов и занёс все три тачдауна команды. «Долфинс» стали первой в истории командой, трижды подряд вышедшей в Супербоул.
В Супербоуле «Долфинс» играли с «Миннесотой Вайкингс» и на этот раз считались фаворитами. Квотербек «Нью-Йорк Джетс» Джо Неймит перед матчем сказал, что если «Майами» принимает начальный удар и набирает очки в первом владении, то игра окончена. «Долфинс» выиграли предматчевый жребий и отдали право начального удара сопернику. Первое владение мячом завершилось тачдауном на пять ярдов, который занёс Ларри Зонка. «Долфинс» стали первой командой в истории Супербоулов, набравшей очки в первом нападении в матче. Вторая попытка нападения Майами завершилась тачдауном Джима Кика, а во второй четверти Гаро Епремян забил филд-гол, сделав счёт 17:0. Во второй половине матча команды обменялись тачдаунами, установив окончательный счёт — 24:7 в пользу «Долфинс». Зонка, набравший 145 ярдов и занёсший два тачдауна, был признан Самым ценным игроком матча.

##### Спад
В первых пяти играх сезона 1974 года «Долфинс» потерпели два поражения, но затем команда нашла свою игру и с одиннадцатью победами выиграла Восточный дивизион. В первой игре плей-офф «Майами» в гостях играли с «Оклендом» и уже на 15 секунде матча повели в счёте, когда Нат Мур занёс тачдаун на возврате начального удара. Команда вела в счёте после первой половины игры и перед началом последней четверти. За минуту до конца матча квотербек «Рэйдерс» Кен Стаблер отдал пас на прикрытого защитниками раннинбека Кларенса Дэвиса. Тот смог поймать мяч в зачётной зоне, сделав счёт 28:26 в пользу «Окленда» менее чем за минуту до конца игры. В последней атаке Гриси пытался отдать длинную передачу, но мяч попал к лайнбекеру соперников Филу Вилапиано. После матча Дон Шула назвал этот результат самым тяжёлым поражением в своей карьере. Игра вошла в историю НФЛ под названием «Море рук» (англ. The Sea of Hands).
В межсезонье команда понесла серьёзные потери. Зонка, Кик и Уорфилд подписали контракты с клубом Мировой футбольной лиги «Мемфис Саутмен». Без ведущих игроков «Долфинс» провели неплохой сезон, одержав десять побед, но в дивизионе остались на втором месте, уступив «Балтимору» по дополнительным показателям. Впервые после прихода Дона Шулы клуб не вышел в плей-офф. В конце 1975 года Мировая футбольная лига прекратила свою деятельность. Бывшие игроки «Майами» подписали контракты с другими клубами НФЛ, а команда получила компенсацию в виде пяти выборов на драфтах НФЛ 1978 и 1979 годов. После двух относительно неудачных сезонов «Долфинс» начала омоложение состава, который также покинули Меркьюри Моррис и Джейк Скотт. В первой игре сезона 1976 года они обыграли «Баффало» со счётом 30:21. Трио бегущих клуба теперь составляли Норм Булах, Дон Ноттингем и Бенни Мэлоун. Проведя по ходу чемпионата две серии из трёх поражений подряд, «Майами» впервые с 1969 года провели проигрышный сезон, опустившись на третье место в дивизионе. 
Перед началом чемпионата 1977 года «Долфинс» провели несколько обменов с «Сиэтлом» и «Тампой», получив ряд игроков защиты и несколько выборов на драфте. Сезон начался с побед над «Баффало» и «Сан-Франциско», а в ноябре «Майами» гарантировали себе как минимум 50 % выигранных матчей. Завершив чемпионат с десятью победами, «Долфинс» снова уступили первенство в дивизионе «Балтимору» и третий сезон подряд не смогли выйти в плей-офф. Годом позже обновлённая команда выиграла одиннадцать матчей и дивизион, но в первом раунде плей-офф уступила «Хьюстону» со счётом 9:17.

#### 2020-е годы
В конце января 2022 года уволенный из команды главный тренер Брайан Флорес подал судебный иск против «Долфинс», обвинив владельца клуба Стивена Росса в требовании намеренного ухудшения результатов команды ради получения более выгодной позиции на драфте. По его словам, при назначении на должность в 2019 году Росс предлагал ему по 100 тысяч долларов за каждый проигранный матч. Флорес был уволен 10 января 2022 года, несмотря на то, что «Долфинс» впервые с 2003 года провели два сезона подряд с положительным балансом побед и поражений. В официальном заявлении Росса причиной увольнения были названы разногласия внутри организации. Журналист NFL Network Иэн Рапопорт сообщал, что Флорес конфликтовал с генеральным менеджером команды Крисом Гриром, в частности из-за принятия решений во время драфта.